# Pixel Piracy
Pixel Piracy es videojuego independiente de estrategia en tiempo real con elementos roguelike, desarrollado por Quadro Delta. En el videojuego, los jugadores construyen un barco pirata, además alquilan y entrenan una tripulación para luego guiarla hacia la fama como piratas de renombre.

## Jugabilidad
Pixel Piracy pone al jugador al control de un capitán pirata. El objetivo del videojuego es derrotar cuatro piratas notorios, pero los jugadores son libres a aventurarse en el juego cuanto deseen. Luego de personalizar ajustes de dificultad, el capitán del jugador inicia en una isla donde el jugador puede construir su barco propio utilizando un conjunto de bloques y contratar una tripulación. Mientras viaja, el jugador tiene que saciar el hambre de la tripulación y lidiar con los requisitos del equipamiento. El capitán puede morir por inanición, piratas enemigos o incluso por animales salvajes. El juego tiene muerte permanente, así que cuando el capitán del jugador muere en el juego no vuelve a aparecer.
Para embarcar, el jugador puede seleccionar un destino en el mapa del mundo. Las ubicaciones varían en población y peligro. El ordenador controla la navegación real, pero el barco parará para una batalla si su ruta cruza un nodo de mapa ocupado. Las batallas están determinadas por los atributos adquiridos y por las elecciones que el jugador puede hacer. Las batallas ganadoras conceden puntos al jugador y equipamiento qué puede utilizar para mejorar la tripulación.
Al llegar a un destino, los habitantes pueden ser amistosos u hostiles hacia la tripulación. Los atributos de la tripulación  incluyendo salud, moral y nivel de suministros afecta el éxito del saqueo en un destino.

## Recepción
En su periodo de acceso anticipado, el videojuego fue alabado por su potencial. Craig Pearson, miembro de PC Gamer, escribió en enero de 2014 que el videojuego tenía «un magnífico estilo de arte y banda sonora adorable» que contrastaba con la dificultad del juego. Señaló que el resultado de la función "saquear" (la cual destruye barcos vencidos) le sorprendió, dado que mató a su capitán y tripulación mientras estaban a bordo un barco enemigo. También lamento que el mapa y el combate necesitaban mejoras de organización. Pearson concluyó: «Pero ese soy yo hurgando en las costras: es encantador y atmosférico, me he divertido mucho jugando con sus sistemas, y no parece que se quede sin desafíos fácilmente».
El videojuego recibió una recepción mixta en su estreno. El 23 de abril de 2015, el equipo de desarrollo emitió una disculpa formal, reconociendo sus fallas y asegurando a los jugadores que se había trabajado mucho y se seguiría haciendo para cumplir con todas las promesas de desarrollo y solucionar todos los problemas del videojuego. El videojuego no ha sido actualizado desde febrero de 2016.